# 沼生水莎草
沼生水莎草（学名：Cyperus limosus）为莎草科莎草属下的一个种。

## 扩展阅读
- 維基物種上的相關：沼生水莎草